# Prosoparia funerea
Prosoparia funerea là một loài bướm đêm trong họ Erebidae.